# أرتورو أوسلار بييتري
أرتورو أوسلار بييتري (بالإسبانية: Arturo Uslar Pietri) كاتب ومحامي وصحفي ومنتج تلفزيوني وسياسي فنزويلي.
ولد في كاراكاس في 16 مايو عام 1906. وقد اعتبر واحدا من أهم المفكرين في القرن العشرين في بلده. ومن أعماله القصصية يأتي باراباس وقصص أخرى عام 1928 والمطر وقصص آخرى عام 1967، بينما تبرز الرماح الملونة عام 1931 وصورة في جغرافيا 1962 من بين أعماله الروائية. وتوفي في كاراكاس في 26 فبراير عام 2001.

## السيرة الذاتية
وُلد أرتورو أوسلار بييتري ابن أرتورو أوسلار سانتاماريا وهيلين بييتري باول بكاراكاس في منزل يقع في شارع روموالدا ماندوكا، رقم 102 من بين أسلافهم ورد يوهان فون أوسلار ألماني حارب من أجل استقلال فنزويلا. تربى
أوسلار بييتري
في ذلك المنزل وفي ماراكاي (أراغوا)، حيث أنه نشر بعض القصص القصيرة في مجلات الشباب. درس
العلوم السياسية في جامعة فنزويلا المركزية في عاصمة فنزويلا في عام 1931 نشر روايته الأولى الرماح الملونة هي قصة تاريخية تدور أحداثها حول استقلال فنزويلا. نال هذا العمل ترحيبا جيدا وشهدت بداية عمل أدبي مثمر.
في عام 1936، مع وفاة الدكتاتور خوان فيسنتي غوميز أصبح أوسلار بييتري نشط جداً في الجدل السياسي
في عام 1939 في 33 من عمره، تزوج إيزابيل براون كيرديل التي أنجب منها طفلان هما آرثورو وفريدريكو أوسلار براون وفي نفس العام أصبح وزير التربية. أسس الحزب الديمقراطي الفنزويلي وكان عضوا في مجلس الشيوخ والنواب من عام 1944. في عام 1945 عُين وزيراً للعلاقات الداخلية من قبل الرئيس إساياس مدينا أنجاريتا.
في يوم 18 أكتوبر عام 1945 أجبره الانقلاب العسكري على مغادرة البلد والانتقال إلى نيويورك أثناء إقامته في نيويورك عمل أستاذاً في جامعة كولومبيا. بعد خمس سنوات عاد إلى فنزويلا. بين عامي 1950 و1958 كان يعمل في وكالة إعلانات جمعية الإغاثة الأرمنية وأستاذاً للأدب في جامعة فنزويلا المركزية. في عام 1958 انتخب عضوا في مجلس الشيوخ للمقاطعة الاتحادية في قوائم الاتحاد الجمهوري الديمقراطي. في عام 1963 كان مرشحاً لرئاسة فنزويلا من قبل حزب الجبهة الديمقراطية الوطنية، لكن هزمه راؤول ليونى. بعد هزيمته ظل نشطاً كعضو مجلس الشيوخ، لكنه كان يبعد تدريجياً عن الحياة السياسية.
أصبح رئيس تحرير للصحيفة الوطنية منذ عام 1969 حتى عام 1974
، هو العام الذي انتقل فيه إلى باريس سفيراً فنزويلي لليونسكو. عندما عاد في عام 1979، ركز على العمل في كتاباته وفي التعليم تاركاً السياسة النشطة
أوسلار بييتري كان شخصية مألوفة جداً في التلفزيون بسبب برنامج تلفزيوني أسبوعي يسمى القيم الإنسانية يركز على التاريخ والفنون الذي بدأ بثه في يوم 25 نوفمبر عام 1953..
فاجأ الموت أوسلار بييتري في منزله الذي يقع في مقاطعة لوس أنجلوس بولاية فلوريدا، كاراكاس، في 26 فبراير عام 2001 في 94 من عمره من الواضح حتى اللحظة الأخيرة من حياته، لم يفقد أي فرصة ليشعر بثقله الفكري عندما يُحذر من الطريق الذي حملة لبلدة، معارضاً لحكومة هوجو تشافيز.
كتب أوسلار بييتري طوال حياته عن التطور السياسي لبلده.
منذ صفحات الصحف الوطنية كان ناقداً قاسيا وخصوصا مقالته الشهيرة البيثاررون (في الصحيفة الوطنية)، التي جعلته يترك الكتابة في عام 1998.

## أوسلار والنفط
في يوم 14 يوليو عام 1936 نشر في صحيفة الآن مقال بعنوان «بذر النفط».. هذا المقال يعرض الاعتماد المتزايد على النفط في فنزويلا واقترح أنه لابد الخروج من هذا المخطط. ذكر أوسلار بييتري أنه لابد استخدام النفط لدفع ما لا يزيد من الواردات، ولكن للبحث عن مصادر جديدة لدخل البلد وخلق مصادر للإنتاج التي تسهم في التنمية المستدامة.
وقد ذكر أوسلار بييتري الحادثة التوراتية في عيد الملك بالتاسار في مقالته «عيد بالتاسار» عندما أشار أن دانيال عليه أن يفك شفرة الكلمات المكتوبة على جدار القصر. وقد كتب أوسلار بييتري:
| أرتورو أوسلار بييتري | حتى أن تلك اليد الغامضة تكتب على عبارة مبهمة التي تعلن عن كارثة لامفر منها والتي تبدأ بكلمة "ميني". وهي الكلمة التي يعرف معناها ويعرف فك شفرتها جيدا كل سكان بحيرة ماراكايبو. | أرتورو أوسلار بييتري |

في الواقع أن كلمة «ميني» تعنى «النفط» في لغة السكان الأصليين في تلك المنطقة الغنية جدا بحقول النفط. كتب اوسلار بييتري:
| أرتورو أوسلار بييتري | أسعارنا لم تعد نتاج للعرض والطلب في الأسواق العالمية. سعر القهوة أو اللحوم أو الذرة لن ترتفع في فنزويلا لان لعبة القوى الاقتصادية تحدد ذلك ,لكن لأن المنتجين يطلبوا الزيادة ووافقتهم الدولة الراضية. | أرتورو أوسلار بييتري |

كتب بعد ذلك:
| أرتورو أوسلار بييتري | فإلى متى يمكن أن يستمر هذا العيد ؟ حتى فترة الطفرة في التنقيب عن النفط. اليوم الذي فيه يقل أو يتضاءل، إذا واصلنا إلى الظروف الحالية، سيكون واحدا من أفظع الوارث الاقتصادية والاجتماعية لفنزويلا. | أرتورو أوسلار بييتري |

تعرضت فكرته عن «بذر النفط» كمصدر للدخل لفنزويلا من قبل الكاتب في مناسبات عديدة، مما يعرض دوافعه للاستخدام الرشيد لمصدر الطاقة.

## جوائز بارزة
بعض الجوائز البارزة
التي حصل عليها الكاتب كما يلى:
- أول المسابقة الثالثة لمجلة إليت عن قصته المطر عام 1935.
- الجائزة الأولى للمسابقة السنوية للقصص القصيرة لصحيفة الوطني اليومية عن قصتة الرقص بالطبل[28] عام 1949.
- جائزة أريستيد روخاس عن روايتة طريق الدورادو عام 1950[29]
- جائزة الوطنية للأدب عن عمله الغيوم عام 1954.[30]
- جائزة الوطنية للصحافة عام 1971.
- جائزة ميرخننتيلار للمجتمعات الأمريكية للصحافة عام 1972.
- جائزة ماريا مورس كابوت (كلية الصحافة بجامعة كولومبيا) عام 1972.
- جائزة الصحافة الأمريكية ميجيل دي ثيربانتس عام 1973.
- جائزة إنريكي أوتيرو بيثكاروندو عن مقالته كتابي الأول عام 1979.
- جائزة رابطة كتُأب فنزيلا عن روايته جزيرة روبنسون عام 1981.
- الجائزة الوطنية للأدب عن روايته جزيرة روبنسون عام 1982.
- جائزة رافائيل إيليودورو بالي في المكسيك عام 1988.
- جائزة «خوسيه فاسكونسيلوس» في المكسيك عام 1988.
- جائزة أمير أستورياس للأدب في إسبانيا عام 1990.
- جائزة رومولو جايجوس عن روايته «الزيارة في الوقت» عام 1991.
- الجائزة الدولية ألفونسو رييس في المكسيك عام 1998.

## الأوسمة وألقاب الشرف
- دكتوراه فخرية من جامعة بويرتو ريكو عام 1940.[31]
- وسام المحرر، ورتبة الوشاح الأكبر عام 1941.
- كولومبيا منحته وسام بوياكا، رتبة أكبر مسؤول عام 1943.
- بوليفيا منحتة وسام كوندور الأنديز، رتبة أكبر مسؤول عام 1943.
- كولومبيا منحته وسام بوياكا، رتبة الصليب الأعظم عام 1952.
- دكتوراه فخرية عن العلوم الاقتصادية والاجتماعية من جامعة فنزويلا المركزية عام 1956.
- عضو مراسل للأكاديمية الملكية الإسبانية للغة عام 1959.
- حكومتي فرنسا وإيطاليا منحته وسام الاستحقاق، رتبة أكبر مسؤول عام 1965.
- نيكاراكوا منحته وسام روبين داريو عام 1967.
- تلقى وسام من مدينة كاراكاس عام 1967.
- الأرجنتين منحتة دى مايو، رتبة قائد عام 1972.
- البرازيل منحته وسام ريو برانكو، رتبة قائد عام 1973.
- وسام فرانسيسكو دي ميراندا من الدرجة الأولى عام 1973.
- المكسيك منحته النسر ازتيك عام 1974.
- الأرجنتين منحته وسام دى مايو، رتبة الصليب الأعظم عام 1978.
- دكتوراه فخرية من جامعة باريس اكس نانتير عام 1979.
- وسام دييغو دي لوسادا من الدرجة الأولى عام 1981.
- أستاذ شرفي في جامعة سيمون رودريغيز في كاراكاس عام 1981.
- دكتوراه فخرية من جامعة سيمون بوليفار في كراكاس عام 1984.
- إسبانيا منحته وسام إيزابيل الكاثوليكية، رتبة الصليب الأعظم عام 1984.
- عضو شرفي في الجامعة العبرية، القدس عام 1985.
- دكتوراه فخرية من جامعة الأنديز، ميريدا، فنزويلا عام 1985.
- المعهد الثقافي الإسباني يشجع «أسبوع المؤلف» في مدريد عام 1986.
- الصليب الأعظم لوسام الشرف في فرنسا عام 1990.

## أعماله

### روايات
- الرماح الملونة.[32] عام 1931.[33]
- طريق إِلدورادو عام 1947[34]..
- صورة في الجغرافيا عام 1962.[35]
- محطة للأقنعة عام 1964.
- جزيرة روبنسون عام 1981.
- الزيارة في الوقت عام 1990.

### قصص قصيرة
- باراباس[36] وقصص أخرى عام 1928[37]..
- العصابة عام 1936.
- خطوات والركاب عام 1946.
- ثلاثون رجلاً وظلالهم عام 1949.
- المطر وقصص أخرى عام 1967.[38]
- ثلاثون قصة (مختارات) عام 1969.
- الجار وقصص أخرى[39] عام 1978.
- الفائزون عام 1980.

### مقالات
- رؤى الدرب عام 1945.
- ملخص للاقتصاد الفنزويلي لإغاثة الطلاب عام 1945.
- الآداب والناس في فنزويلا عام 1948.
- من شخص إلى آخر فنزويلا عام 1949.
- الغيوم عام 1951.
- ملاحظات الصور عام 1952.
- أرض فنزويلا عام 1953.
- وقت العد عام 1954.
- البيثارون عام 1955.
- لمحة تاريخية من الرواية الأمريكية عام 1955.
- القيم الإنسانية. محادثات على شاشات التلفزيون. المجلد الأول عام 1955.
- القيم الإنسانية. محادثات على شاشات التلفزيون. المجلد الثاني عام 1956.
- القيم الإنسانية. محادثات على شاشات التلفزيون. المجلد الثالث عام 1958.
- مواد لبناء فنزويلا عام 1959.
- القيام والتراجع من فنزويلا عام 1962.
- القيم الإنسانية. السير الذاتية والتداعيات عام 1964.
- كلمة مشتركة. الخطب في البرلمان (1959-1963) عام 1964.
- نحو الديمقراطية الإنسانية عام 1965.
- النفط للحياة أو للموت عام 1966.
- صلوات للصحوة عام 1967.
- الأبقار البدينة والأبقار النحيلة عام 1968.
- بحثاً عن عالم جديد عام 1969.
- عرض من نقطة عام 1971.
- البوليفارية عام 1972.
- أمريكا الأخرى عام 1974.
- قصة الطريق عام 1975.
- قصة الطريق عام 1975
- صوت الهتاف عام 1975.
- أشباح من عالمين عام 1979.
- اخبرني عن فنزويلا عام 1981.
- التعليم من أجل فنزويلا عام 1981.
- الفاشيين وتواريخ ورقائق عام 1982.
- بوليفار اليوم عام 1983.
- فنزويلا في النفط عام 1984.
- نصف الألفية من فنزويلا عام 1986.
- جذور الفنزويلي عام 1986.
- بيلو في فنزويلا عام 1986.
- القوط والمتمردين والملهمين عام 1986.
- إنشاء العالم الجديد عام 1990.
- الانقلاب والدولة في فنزويلا عام 1992.
- ديل سيرو دي بلاتا للطريق المفقود عام 1994.

### كتب الرحلات
- الخريف في أوروبا عام 1954.
- مدينة أحدا. الخريف في أوروبا. سائح في الشرق الأدنى عام 1960.
- جولة حول العالم في عشر خطوات عام 1971.
- ألوان البالون عام 1975.

### الشعر
- مانوا: 1932- 1972 عام 1973.
- الرجل الذي سيكون عام 1986.

### المسرح
- يوم أنتيرو ألبان. زبيد. أن الله غير مرئي. تسرب ميراندا عام 1958.
- تشو جيل والنساجين. الدراما في مقدمة وسبع مرات عام 1960.

## الأدب
هيرتا جوهانسمير: الرسائل المشفرة والتقنيات الموحية في روايات أرتورو أوسلار بييتري
(ISBN 978-3-8288-2500-0.)

## وصلات خارجية
- أرتورو أوسلار بييتري على موقع أرشيف الشارخ.
- أرتورو أوسلار بييتري على موقع IMDb (الإنجليزية)
- أرتورو أوسلار بييتري على موقع ديسكوغز (الإنجليزية)
- Bibliografía
- Cronología de Arturo Uslar Pietri
- Página dedicada a Uslar Pietri[الإسبانية]
- wikiquote alberga frases célebres de o sobre Arturo Uslar Pietri.
- Biografía y textos de Uslar Pietri en El poder de la palabra